# Ruy Blas (film 1909)
Ruy Blas è un cortometraggio muto del 1909 diretto da J. Stuart Blackton.

## Trama
Trama di Moving Picture World synopsis in (EN)  su IMDb

## Produzione
Il film fu prodotto dalla Vitagraph Company of America.

## Distribuzione
Distribuito dalla Vitagraph Company of America, il film - un cortometraggio in una bobina - uscì nelle sale cinematografiche statunitensi il 19 gennaio 1909.